# 라몬 마라디아가
라몬 엔리케 마라디아가 차베스(스페인어: Ramón Enrique Maradiaga Chávez, 1954년 10월 30일 ~ )는 온두라스의 전 축구 선수이다. 그는 온두라스 축구 국가대표팀으로 47경기에 출전하여 1골을 기록했다. 또한 그는 온두라스 대표팀으로 1982년 FIFA 월드컵에도 출전했다. 은퇴 후에는 감독이 되어 2001년 코파 아메리카에서 온두라스를 이끌고 우루과이, 브라질을 꺾는 이변을 연출하며 3위를 기록하는 성과를 거두기도 했다.